# Ceropachylinus
Ceropachylinus es un género de arácnido  del orden Opiliones de la familia Gonyleptidae.

## Especies
Las especies de este género son:
- Ceropachylinus granulosus
- Ceropachylinus peruvianus